# Tyson Fury
Tyson Luke Fury (ur. 12 sierpnia 1988 w Manchesterze) – brytyjski bokser wagi ciężkiej irlandzkiego pochodzenia. Były mistrz świata organizacji WBC, WBO, IBO, IBF oraz były super czempion WBA; były mistrz Wielkiej Brytanii w wadze ciężkiej, a także były mistrz federacji CBC.
Przy wzroście 206 cm ma zasięg ramion 216 cm.

## Kariera amatorska
W 2006 zdobył brązowy medal na Mistrzostwach Świata Juniorów w Agadirze w Maroku, a w 2007 złoty medal Juniorów Unii Europejskiej w Warszawie oraz srebrny Mistrzostw Europy Juniorów w Somborze w Serbii.

## Kariera zawodowa

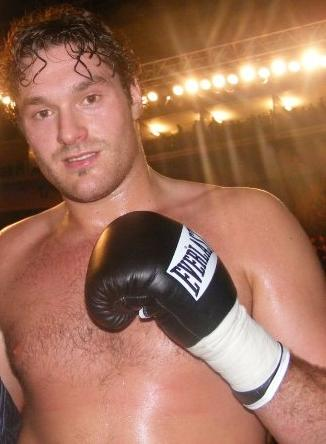
Fury w 2008, debiut zawodowy

Mierzący 206 cm o zasięgu ramion 216 cm Brytyjczyk zadebiutował na zawodowym ringu 6 grudnia 2008 w Nottingham, wygrywając przez techniczny nokaut w pierwszej rundzie z Węgrem Belą Gyongyosim (3-9-2) w sześciorundowym pojedynku.
20 kwietnia 2013 w Madison Square Garden walczył z byłym mistrzem świata w kategorii junior ciężkiej Steve’em Cunninghamem (25-5-0), pokonując go przez nokaut w siódmej rundzie. Dzięki tej wygranej Fury zagwarantował sobie drugie miejsce w rankingu IBF.
15 lutego 2014 w Copper Box w Londynie wygrał przez techniczny nokaut z Amerykaninem Joey′m Abellem (29-7-0) w czwartej rundzie.
29 listopada 2014 w londyńskim ExCeL London pokonał przez techniczny nokaut Derecka Chisorę (20-4-0) w dziesiątej rundzie.
28 lutego 2015 na gali w londyńskiej O2 Arena pokonał przed czasem Christiana Hammera (17-3, 10 KO). Po ósmej rundzie pojedynek został poddany przez Rumuna.

### Walka z Wołodymyrem Kłyczko

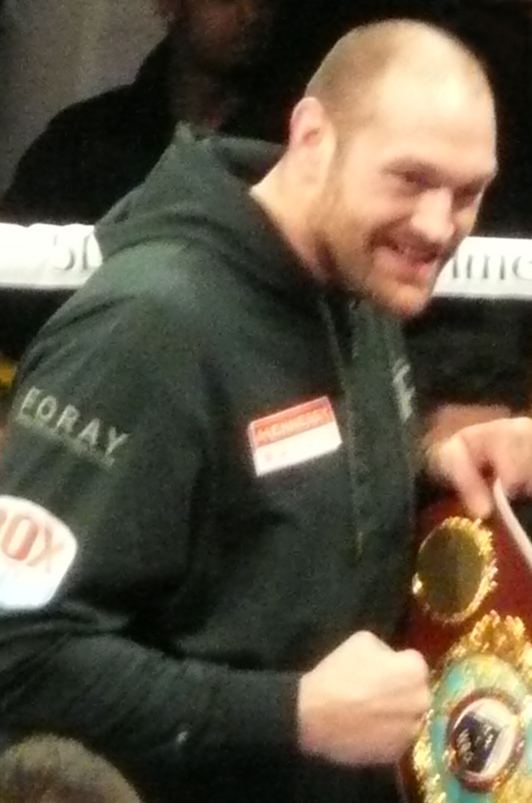
Fury, kwiecień 2016

28 listopada 2015, po pokonaniu ukraińskiego superczempiona Wołodymyra Kłyczko, został mistrzem świata kategorii ciężkiej organizacji IBF, WBO, WBA i IBO. Anglik wygrał jednogłośnie na punkty stosunkiem głosów 115-112, 116-111 i 115-112. Jego waga przed walką wynosiła 112 kg.
Fury odmówił spotkania z oficjalnym pretendentem z ramienia IBF Wiaczesławem Głazkowem (21-0-1, 13 KO), wybierając rewanż z Kliczką, za co został pozbawiony tytułu w zaledwie dziesięć dni po jego zdobyciu. Rewanż z Ukraińcem został zaplanowany na 9 lipca 2016 w Manchesterze, jednak nie doszło do niego z powodu kontuzji kostki Fury’ego w czerwcu. Ostatecznie Fury postanowił oddać bez walki zdobyte pasy, nie przystępując do walki rewanżowej z powodu problemów z alkoholem i narkotykami.
9 czerwca 2018 w Manchester Arena w Manchesterze zwycięsko powrócił na ring po dwuipółrocznej przerwie, wygrywając przez RTD w czwartej rundzie z Albańczykiem Seferem Seferim (23-1, 21 KO).
18 sierpnia 2018 w Belfaście w swojej drugiej walce po powrocie na ring pokonał na punkty Włocha Francesco Pianetę (35-4-1, 21 KO). Sędzia wypunktował tę walkę na jego korzyść w stosunku 100-90.

### Walka z Deontayem Wilderem
1 grudnia 2018 w Staples Centre w Los Angeles spotkał się z Deontayem Wilderem (40-0-1, 39 KO) w walce o mistrzowski pas federacji WBC. Po dwunastu rundach, podczas których dwukrotnie był liczony (w dziewiątej i dwunastej rundzie), sędziowie orzekli remis. Punktowali niejednogłośnie – 115:111 Wilder, 114:112 Fury i 113:113.

### Kolejne pojedynki
15 czerwca 2019 w Las Vegas, wygrał przez techniczny nokaut w drugiej rundzie z Niemcem Tomem Schwarzem (24-1, 16 KO).
14 września 2019 w T-Mobile Arena w Las Vegas pokonał na punkty (116:112, 117:111 i 118:110) Szweda Otto Wallina (20-1, 13 KO).

### Walka rewanżowa z Deontayem Wilderem
22 lutego 2020 roku w Las Vegas wygrał przez techniczny nokaut w siódmej rundzie rewanżowy pojedynek z Deontayem Wilderem (42-1-1, 41 KO), odbierając mu tytuł mistrza świata wagi ciężkiej federacji WBC.

### Trzecia walka z Deontayem Wilderem
9 października 2021 w Las Vegas po raz trzeci spotkał się w ringu z Deontayem Wilderem (42-2-1, 41 KO). Był liczony dwukrotnie w czwartej rundzie, a jego rywal – w trzeciej, dziesiątej i jedenastej. Ostatecznie wygrał przez nokaut w jedenastej rundzie, broniąc pasa WBC w kategorii ciężkiej. Do momentu przerwania walki sędziowie punktowali 95-92, 95-91, 94-92 na jego korzyść.

### Dalsze obrony pasa WBC
23 kwietnia 2022 na stadionie Wembley w Londynie przystąpił do obowiązkowej obrony tytułu mistrza świata federacji WBC. Jego rywalem był inny Brytyjczyk, Dillian Whyte. Wygrał przez TKO w 6. rundzie i zachował pas mistrzowski.
3 grudnia 2022 na Tottenham Hotspur Stadium w Londynie po raz trzeci zmierzył się z Derekiem Chisorą (33-13, 23 KO). Zwyciężył przez TKO w 10. rundzie i udanie obronił pas mistrza świata federacji WBC.

### Walka z Francisem Ngannou
28 października 2023 roku w Rijadzie zmierzył się byłym mistrzem UFC wagi ciężkiej, debiutującym w boksie Francisem Ngannou. Pojedynek został zakontraktowany na 10 rund, a jego stawką nie był należący do Brytyjczyka mistrzowski pas WBC. Choć Fury był zdecydowanym faworytem, to z trudem pokonał wywodzącego się z innej dyscypliny zawodnika, za co spotkała go duża krytyka ze strony środowiska bokserskiego. Sędziowie punktowali na jego korzyść niejednomyślnie: 95:94, 94:95 i 96:93.

### Walki z Oleksandrem Usykiem
18 maja 2024 roku w Rijadzie stanął do walki o wszystkie mistrzowskie pasy kategorii ciężkiej - WBC, WBA, IBF oraz WBO - z Oleksandrem Usykiem (21-0, 14 KO). Walka miała niezwykle wyrównany przebieg. W 9. rundzie Fury po kilku otrzymanych od Ukraińca mocnych ciosach był liczony przez sędziego ringowego. Ostatecznie walka potrwała pełne 12 rund, a o jej wyniku zadecydowali sędziowie punktowi. Ci punktowali 113-114, 114-113, 112-115 na korzyść Usyka.
21 grudnia 2024 roku ponownie w Rijadzie doszło do jego rewanżowego pojedynku z Usykiem. Znowu przegrał na punkty. Tym razem wszyscy trzej sędziowie wypunktowali walkę na korzyść Ukraińca w stosunku 116-112. Stawką pojedynku były tytuły WBC, WBA, WBO oraz IBO w kategorii ciężkiej.

### Przejście na sportową emeryturę
13 stycznia 2025 roku, za pośrednictwem swoich mediów społecznościowych ogłosił zakończenie kariery bokserskiej.

## Lista walk na zawodowym ringu
| Rekord | Wynik      | Data                 | Rywal                   | Rodzaj                 | Runda, czas   | Miejsce                                                                 | Uwagi                                                                                         |
| ------ | ---------- | -------------------- | ----------------------- | ---------------------- | ------------- | ----------------------------------------------------------------------- | --------------------------------------------------------------------------------------------- |
| 1-0    | Zwycięstwo | 6 grudnia 2008       | Bela Gyongyosi          | TKO                    | 1 (6) 2:14    | National Ice Centre, Nottingham, Wielka Brytania                        | Debiut na zawodowym ringu                                                                     |
| 2-0    | Zwycięstwo | 17 stycznia 2009     | Marcel Zeller           | TKO                    | 3 (6) 2:30    | Robin Park Centre, Wigan, Wielka Brytania                               |                                                                                               |
| 3-0    | Zwycięstwo | 28 lutego 2009       | Daniel Peret            | TKO                    | 2 (6) 3:00    | Norwich Showground, Norwich, Wielka Brytania                            |                                                                                               |
| 4-0    | Zwycięstwo | 14 marca 2009        | Lee Swaby               | TKO                    | 4 (6) 3:00    | Aston Events Centre, Birmingham, Wielka Brytania                        |                                                                                               |
| 5-0    | Zwycięstwo | 11 kwietnia 2009     | Matthew Ellis           | KO                     | 1 (6) 0:48    | York Hall, Londyn, Wielka Brytania                                      |                                                                                               |
| 6-0    | Zwycięstwo | 23 maja 2009         | Scott Belshaw           | TKO                    | 2 (8) 0:52    | Colosseum, Watford, Wielka Brytania                                     |                                                                                               |
| 7-0    | Zwycięstwo | 18 lipca 2009        | Aleksandrs Selezens     | TKO                    | 3 (6) 0:48    | York Hall, Londyn, Wielka Brytania                                      |                                                                                               |
| 8-0    | Zwycięstwo | 11 września 2009     | John McDermott          | PTS                    | 10            | Brentwood Centre, Brentwood, Wielka Brytania                            | Zdobycie tytułu mistrza Anglii w wadze ciężkiej                                               |
| 9-0    | Zwycięstwo | 26 września 2009     | Tomáš Mrázek            | PTS                    | 6             | The O2, Dublin, Irlandia                                                |                                                                                               |
| 10-0   | Zwycięstwo | 5 marca 2010         | Hans-Joerg Blasko       | TKO                    | 1 (8) 2:14    | Huddersfield Sports Centre, Huddersfield, Wielka Brytania               |                                                                                               |
| 11-0   | Zwycięstwo | 25 czerwca 2010      | John McDermott          | TKO                    | 9 (12) 1:08   | Brentwood Centre, Brentwood, Wielka Brytania                            | Zdobycie wakującego tytułu mistrza Anglii w wadze ciężkiej Brytyjski Eliminator wagi ciężkiej |
| 12-0   | Zwycięstwo | 10 września 2010     | Rich Power              | PTS                    | 8             | York Hall, Londyn, Wielka Brytania                                      |                                                                                               |
| 13-0   | Zwycięstwo | 19 grudnia 2010      | Zack Page               | UD                     | 8             | Colisée Pepsi, Quebec City, Kanada                                      |                                                                                               |
| 14-0   | Zwycięstwo | 19 lutego 2011       | Marcelo Luiz Nascimento | KO                     | 5 (10) 2:48   | Wembley Arena, Londyn, Wielka Brytania                                  |                                                                                               |
| 15-0   | Zwycięstwo | 23 lipca 2011        | Dereck Chisora          | UD                     | 12            | Wembley Arena, Londyn, Wielka Brytania                                  | Zdobycie tytułów mistrza Wielkiej Brytanii oraz Wspólnoty Narodów w wadze ciężkiej            |
| 16-0   | Zwycięstwo | 18 września 2011     | Nicolai Firtha          | TKO                    | 5 (12) 2:19   | King’s Hall, Belfast, Irlandia Północna                                 |                                                                                               |
| 17-0   | Zwycięstwo | 12 listopada 2011    | Neven Pajkic            | TKO                    | 3 (12) 2:44   | Event City, Manchester, Wielka Brytania                                 |                                                                                               |
| 18-0   | Zwycięstwo | 14 kwietnia 2012     | Martin Rogan            | TKO                    | 5 (12) 3:00   | Odyssey Arena, Belfast, Irlandia Północna                               | Zdobycie tytułu mistrza Irlandii w wadze ciężkiej                                             |
| 19-0   | Zwycięstwo | 7 lipca 2012         | Vinny Maddalone         | TKO                    | 5 (12) 1:35   | Hand Arena, Clevedon, Wielka Brytania                                   | Zdobycie tytułu mistrza WBO Inter-Continental w wadze ciężkiej                                |
| 20-0   | Zwycięstwo | 1 grudnia 2012       | Kevin Johnson           | UD                     | 12            | Odyssey Arena, Belfast, Northern Ireland                                | Eliminator WBC w wadze ciężkiej                                                               |
| 21-0   | Zwycięstwo | 20 kwietnia 2013     | Steve Cunningham        | KO                     | 7 (12) 2:55   | Madison Square Garden, Nowy Jork, Nowy Jork, Stany Zjednoczone          | Eliminator IBF w wadze ciężkiej                                                               |
| 22-0   | Zwycięstwo | 15 lutego 2014       | Joey Abell              | TKO                    | 4 (10) 1:48   | Copper Box, Londyn, Wielka Brytania                                     |                                                                                               |
| 23-0   | Zwycięstwo | 29 listopada 2014    | Dereck Chisora          | RTD (decyzja sędziego) | 10 (12) 3:00  | ExCeL, Londyn, Wielka Brytania                                          | Zdobycie tytułu mistrza WBO International oraz Mistrza Europy w wadze ciężkiej                |
| 24-0   | Zwycięstwo | 28 lutego 2015       | Christian Hammer        | RTD (decyzja sędziego) | 8 (12) 3:00   | O2 Arena, Londyn, Wielka Brytania                                       |                                                                                               |
| 25-0   | Zwycięstwo | 28 listopada 2015    | Wladimir Klitschko      | UD                     | 12            | Esprit Arena, Düsseldorf, Północna Nadrenia-Westfalia, Niemcy           | Zdobycie tytułu mistrza WBA, WBO, IBF i IBO w wadze ciężkiej                                  |
| 26-0   | Zwycięstwo | 9 czerwca 2018       | Sefer Seferi            | RTD                    | 4 (10) 3:00   | Manchester Arena, Manchester, Wielka Brytania                           |                                                                                               |
| 27-0   | Zwycięstwo | 18 sierpnia 2018     | Francesco Pianeta       | PTS                    | 10            | Windsor Park, Belfast, Irlandia Północna                                |                                                                                               |
| 27-0-1 | Remis      | 1 grudnia 2018       | Deontay Wilder          | SD                     | 12            | Staples Centre, Los Angeles, Stany Zjednoczone                          | Walka o tytuł mistrza WBC w wadze ciężkiej                                                    |
| 28-0-1 | Zwycięstwo | 15 czerwca 2019      | Tom Schwarz             | TKO                    | 2 (12) 2:54   | MGM Grand Garden Arena, Las Vegas, Stany Zjednoczone                    |                                                                                               |
| 29-0-1 | Zwycięstwo | 14 września 2019     | Otto Wallin             | UD                     | 12            | T-Mobile Arena, Las Vegas, Stany Zjednoczone                            |                                                                                               |
| 30-0-1 | Zwycięstwo | 22 lutego 2020       | Deontay Wilder          | TKO                    | 7 (12) 1:39   | MGM Grand Garden Arena, Las Vegas, Stany Zjednoczone Ameryki Północnej. | Zdobycie tytułu mistrza świata WBC i The Ring w wadze ciężkiej                                |
| 31-0-1 | Zwycięstwo | 9 października 2021  | Deontay Wilder          | TKO                    | 11 (12), 1:10 | T-Mobile Arena, Las Vegas                                               | Obrona tytułu mistrza świata WBC i The Ring w wadze ciężkiej                                  |
| 32-0-1 | Zwycięstwo | 23 kwietnia 2022     | Dillian Whyte           | TKO                    | 6 (12), 2:59  | Wembley, Londyn                                                         | Obrona tytułu mistrza świata WBC i The Ring w wadze ciężkiej                                  |
| 33-0-1 | Zwycięstwo | 3 grudnia 2022       | Derek Chisora           | TKO                    | 10 (12), 2:51 | Tottenham Hotspur Stadium, Londyn                                       | Obrona tytułu mistrza świata WBC w wadze ciężkiej                                             |
| 34-0-1 | Zwycięstwo | 28 października 2023 | Francis Ngannou         | SD                     | 10            | Boulevard Hall, Rijad, Arabia Saudyjska                                 |                                                                                               |
| 34-1-1 | Przegrana  | 18 maja 2024         | Ołeksandr Usyk          | SD                     | 12            | Kingdom Arena, Rijad, Arabia Saudyjska                                  | Walka o pasy WBC, WBA, IBF i WBO w wadze ciężkiej                                             |
| 34-2-1 | Przegrana  | 21 grudnia 2024      | Ołeksandr Usyk          | UD                     | 12            | Kingdom Arena, Rijad, Arabia Saudyjska                                  | Walka o pasy WBC, WBA, WBO i IBO w wadze ciężkiej                                             |

TKO – techniczny nokaut, KO – nokaut, UD – jednogłośna decyzja, SD- niejednogłośna decyzja, MD – decyzja większości, PTS – walka zakończona na punkty

## Życie prywatne
Ojciec John „Gypsy” Fury był wielkim fanem Mike’a Tysona, dlatego nazwał syna na cześć słynnego amerykańskiego mistrza „Tyson”. Był zawodowym pięściarzem wagi ciężkiej i trenerem Tysona w początkowej fazie kariery. W lutym 2011 został skazany na jedenaście lat za udział w ulicznej bójce w 2010, w której pozbawił swojego „przeciwnika” oka. Został zwolniony 11 lutego 2014 r.
Irlandzki bokser Andy Lee jest kuzynem Tysona. W 2013 zadebiutował na zawodowym ringu drugi kuzyn Hughie Fury, syn trenera i wujka Tysona – Petera Fury’ego. Przed odwołaną walką rewanżową z Władimirem Kliczką w organizmie Anglika wykryto obecność kokainy. Sam bokser przyznał, że zażywa ją w dużych ilościach.
Tyson Fury został wybrany bokserem 2018 roku według czytelników portalu World Boxing News.
12 lutego 2020 odbyła się polska premiera książki „Tyson Fury. Bez maski. Autobiografia”.